# Adolph von Dietze
Gustav Adolph Dietze, à partir de 1888 von Dietze (né le 5 février 1825 à Barby et mort le 23 décembre 1910 dans la même ville) est un agriculteur et homme politique prussien. Adolph von Dietze est le grand-père de Constantin von Dietze.

## Biographie
Après la mort de ses parents, Dietze loue le domaine de Barby, qu'il développe en un domaine modèle prussien les années suivantes. Pendant la révolution de mars de 1848, Dietze est à la tête de la garde bourgeoise. Pour cela, il est fait citoyen d'honneur de Barby. Dietze est député depuis 1867 du Reichstag de la Confédération de l'Allemagne du Nord et dans les années 1871-1878 et 1881-1890 du Reichstag de l'Empire allemand. En tant que député, il représente la 7e circonscription du district de Magdebourg (Aschersleben). En 1866/67 et 1870/71, il est également membre de la chambre des représentants de Prusse.
En 1888, il est élevé à la noblesse par l'empereur Frédéric III. En 1905, von Dietze acquiert une grande partie du domaine de Barby comme propriété. Il devient également locataire des domaines de Zeitz et Monplaisir.